# كلو (قهاب رستاق)
کلو (بالفارسية: کلو) هي مستوطنة تقع في إيران في قسم قهاب رستاق الريفي. يقدر عدد سكانها بـ 199 نسمة .